# Doutrina Calvo
A Doutrina Calvo, denominada assim por seu autor, Carlos Calvo (1824-1906), é uma doutrina pan-americanista de direito internacional que estabelece que os estrangeiros devem realizar suas demandas, reivindicações ou reclamações submetendo-se à jurisdição dos tribunais locais, evitando recorrer às pressões diplomáticas ou intervenções armadas de seu próprio Estado ou governo. Tem sido adotada em várias constituições latino-americanas.